# Chinese Super League 2013
Die Chinese Super League 2013 war die zehnte Auflage der höchsten chinesischen Spielklasse im Männerfußball. Die Saison begann am 8. März 2013 und endete am 3. November 2013.
Zu dieser Saison aufgestiegen sind Shanghai SIPG sowie Wuhan Zall. Titelverteidiger war Guangzhou Evergrande, das auch in diesem Jahr den Titel gewinnen konnte. Absteigen mussten am Ende der Saison Qingdao Jonoon und Wuhan Zall.

## Teilnehmer der Saison 2013
| - Beijing Guoan - Changchun Yatai - Dalian Aerbin - Guangzhou Evergrande (Meister und Pokalsieger) - Guangzhou R&F - Guizhou Renhe - Hangzhou Nabel Greentown - Jiangsu Sainty | - Liaoning Hongyun - Qingdao Jonoon - Shandong Luneng Taishan - Shanghai SIPG (Aufsteiger) - Shanghai Shenhua - Shanghai Shenxin - Tianjin Teda - Wuhan Zall (Aufsteiger) |

## Abschlusstabelle
| Pl. | Verein                      | Sp. | S  | U  | N  | Tore    | Diff. | Punkte |
| --- | --------------------------- | --- | -- | -- | -- | ------- | ----- | ------ |
| 1.  | Guangzhou Evergrande (M, P) | 30  | 24 | 5  | 1  | 078:180 | +60   | 77     |
| 2.  | Shandong Luneng Taishan     | 30  | 18 | 5  | 7  | 055:350 | +20   | 59     |
| 3.  | Beijing Guoan               | 30  | 14 | 9  | 7  | 054:310 | +23   | 51     |
| 4.  | Guizhou Renhe               | 30  | 11 | 11 | 8  | 040:410 | −1    | 44     |
| 5.  | Dalian Aerbin               | 30  | 11 | 8  | 11 | 040:430 | −3    | 41     |
| 6.  | Guangzhou R&F               | 30  | 11 | 7  | 12 | 045:470 | −2    | 40     |
| 7.  | Shanghai Shenxin            | 30  | 11 | 7  | 12 | 031:420 | −11   | 40     |
| 8.  | Shanghai Shenhua 1          | 30  | 11 | 11 | 8  | 036:360 | ±0    | 38     |
| 9.  | Shanghai SIPG (N)           | 30  | 10 | 7  | 13 | 038:350 | +3    | 37     |
| 10. | Liaoning Hongyun            | 30  | 8  | 11 | 11 | 035:440 | −9    | 35     |
| 11. | Tianjin Teda 1              | 30  | 11 | 7  | 12 | 035:390 | −4    | 34     |
| 12. | Hangzhou Nabel Greentown    | 30  | 8  | 10 | 12 | 034:420 | −8    | 34     |
| 13. | Jiangsu Sainty              | 30  | 7  | 11 | 12 | 032:390 | −7    | 32     |
| 14. | Changchun Yatai             | 30  | 8  | 8  | 14 | 029:410 | −12   | 32     |
| 15. | Qingdao Jonoon              | 30  | 7  | 10 | 13 | 026:410 | −15   | 31     |
| 16. | Wuhan Zall (N)              | 30  | 3  | 7  | 20 | 024:580 | −34   | 16     |

| (M, P) | Amtierender Meister und Pokalsieger: Guangzhou Evergrande |
| (N)    | Aufsteiger der letzten Saison: Wuhan Zall, Shanghai SIPG  |

## Torschützenliste
| Pl. | Spieler          | Mannschaft           | Tore |
| --- | ---------------- | -------------------- | ---- |
| 01. | Elkeson          | Guangzhou Evergrande | 24   |
| 02. | Carmelo Valencia | Tianjin Teda         | 16   |
| 03. | Wu Lei           | Shanghai SIPG        | 15   |
| 04. | Yakubu Aiyegbeni | Guangzhou R&F        | 14   |
| 04. | Darío Conca      | Guangzhou Evergrande | 14   |
| 04. | Edu              | Liaoning Hongyun     | 14   |
| 04. | Peter Utaka      | Beijing Guoan        | 14   |

## Vorlagengeberliste
| Platz                  | Spieler            | Mannschaft               | Vorlagen |
| ---------------------- | ------------------ | ------------------------ | -------- |
| 01.                    | Zhang Xizhe        | Beijing Guoan            | 12       |
| 01.                    | Zvjezdan Misimović | Guizhou Renhe            | 12       |
| 03.                    | Gao Lin            | Guangzhou Evergrande     | 10       |
| 03.                    | Elkeson            | Guangzhou Evergrande     | 10       |
| 05.                    | Dario Conca        | Guangzhou Evergrande     | 8        |
| 05.                    | Muriqui            | Guangzhou Evergrande     | 8        |
| 07.                    | Wang Yongpo        | Shandong Luneng Taishan  | 7        |
| 07.                    | Huang Bowen        | Guangzhou Evergrande     | 7        |
| 07.                    | Frédéric Kanouté   | Beijing Guoan            | 7        |
| 07.                    | Wang Song          | Hangzhou Nabel Greentown | 7        |
| Stand: Ende der Saison |                    |                          |          |

## Auszeichnungen
- Chinese Football Association Footballer of the Year:  Darío Conca (Guangzhou Evergrande)
- Chinese Super League Golden Boot Winner:  Elkeson (Guangzhou Evergrande)
- Chinese Super League Domestic Golden Boot Award:  Wu Lei (Shanghai SIPG)
- Chinese Football Association Goalkeeper of the Year:  Zeng Cheng (Guangzhou Evergrande)
- Chinese Football Association Young Player of the Year:  Jin Jingdao (Shandong Luneng Taishan)
- Chinese Football Association Manager of the Year:  Marcello Lippi (Guangzhou Evergrande)
- Chinese Super League Team of the Year (442)[2]:

| Torhüter                          | Abwehr | Mittelfeld | Stürmer                                                       |
| --------------------------------- | --- | --- | ------------------------------------------------------------- |
| Zeng Cheng (Guangzhou Evergrande) | Zhang Linpeng (Guangzhou Evergrande) Kim Young-Gwon (Guangzhou Evergrande) Zheng Zheng (Shandong Luneng Taishan) Xu Yunlong (Beijing Guoan) | Zheng Zhi (Guangzhou Evergrande) Zhang Xizhe (Beijing Guoan) Wang Yongpo (Shandong Luneng Taishan) Darío Conca (Guangzhou Evergrande) | Elkeson (Guangzhou Evergrande) Muriqui (Guangzhou Evergrande) |